# 1059
| Calendário gregoriano                                                        | 1059 MLIX                                              |
| Ab urbe condita                                                              | 1812                                                   |
| Calendário arménio                                                           | 508 – 509                                              |
| Calendário bahá'í                                                            | -785 – -784                                            |
| Calendário budista                                                           | 1603                                                   |
| Calendário chinês                                                            | 3755 – 3756 Início a 15 de fevereiro (aproximadamente) |
| Calendário copta                                                             | 775 – 776                                              |
| Calendário etíope                                                            | 1051 – 1052                                            |
| Calendários hindus - Vikram Samvat - Calendário nacional indiano - Cáli Iuga | 1114 – 1115 980 – 981 4159 – 4160                      |
| Calendário Holoceno                                                          | 11059                                                  |
| Calendário islâmico                                                          | 451 – 452                                              |
| Calendário judaico                                                           | 4819 – 4820                                            |
| Calendário persa                                                             | 437 – 438                                              |
| Calendário rúnico                                                            | 1309                                                   |
| Calendário solar tailandês                                                   | 1602                                                   |

1059 (MLIX, na numeração romana) foi um ano comum do século XI do Calendário Juliano, da Era de Cristo, a sua letra dominical foi C (52 semanas), teve início a uma sexta-feira e terminou também a uma sexta-feira.
No território que viria a ser o reino de Portugal estava em vigor a Era de César que já contava 1097 anos.
| Ano completo                       |
| ---------------------------------- |
| Ano comum com início à sexta-feira |

## Nascimentos
- Fulquério de Chartres, cronista da Primeira Cruzada.

## Mortes
- Miguel I Cerulário, patriarca de Constantinopla.
- Abedalá ibne Iacine, fundador da dinastia dos Almorávidas.